# Pădurea și mlaștinile eutrofe de la Prejmer (sit SCI)
Pădurea și mlaștinile eutrofe de la Prejmer este o arie protejată (sit de importanță comunitară — SCI) din România, desemnată în scopul protejării biodiversității și menținerii într-o stare de conservare favorabilă a florei spontane și faunei sălbatice, precum și a habitatelor naturale de interes comunitar aflate în arealul zonei de protecție. Aceasta este întinsă pe o suprafață de 350,1 ha, integral pe uscat.

## Localizare
Situl se întinde pe teritoriile administrative ale comunelor Hărman și Prejmer din județul Brașov. Centrul sitului Pădurea și mlaștinile eutrofe de la Prejmer este situat la coordonatele 45°44′11″N 25°44′24″E / 45.736342°N 25.739917°E.

## Înființare
Situl Pădurea și mlaștinile eutrofe de la Prejmer (ROSCI0170) a fost declarat sit de importanță comunitară în decembrie 2007 pentru a proteja 3 specii floristice și 7 faunistice aflate în arealul zonei Situl include rezervația naturală Pădurea și mlaștinile eutrofe de la Prejmer.

## Biodiversitate
Situată în ecoregiunea continentală a Țării Bârsei (în Depresiunea Brașovului), aria protejată conține două habitate naturale: Mlaștini calcaroase cu Cladium mariscus și specii de Caricion davallianae și Păduri aluviale cu Alnus glutinosa și Fraxinus excelsior (Alno-Padion, Alnion nicanae, Salicion albae).
La baza desemnării sitului se află 3 specii de plante și 7 specii de animale ocrotite la nivel european sau aflate pe lista roșie a IUCN; astfel:
- plante (3): ciucurași (Adenophora liliifolia), moșișoare (Liparis loeselii), ligularia (Ligularia siberica);
- mamifere (2): breb (Castor fiber)[6], liliac cârn (Barbastella barbastellus),
- amfibieni (3): ivorașul-cu-burta-galbenă (Bombina variegata)[7], tritonul cu creastă (Triturus cristatus)[8], tritonul comun transilvănean (Triturus vulgaris ampelensis);
- nevertebrate (2): fluturele auriu (Euphydryas aurinia), albăstrelul argintiu al furnicilor (Maculinea teleius).[4]